# Diane Karusisi
Diane Karusisi (* 1977 in der Demokratischen Republik Kongo) ist eine ruandische Bankmanagerin und ehemalige Generaldirektorin des National Institute of Statistics of Rwanda (NISR).

## Werdegang
Karusisi wurde im Exil in der damals Zaire genannten Demokratischen Republik Kongo geboren. Nach dem Völkermord an den Tutsi 1994 kehrten ihre Eltern nach Ruanda zurück, während sie im Alter von 18 Jahren in die Schweiz ging, um Wirtschaftswissenschaft an der Universität Freiburg zu studieren. Nachdem sie dort zunächst als Master graduiert hatte, übernahm sie ab 2000 als wissenschaftliche Mitarbeiterin Lehrtätigkeiten an der Hochschule. Berufsbegleitend zu einer Tätigkeit bei der Asset-Management-Tochter der Credit Suisse schloss sie 2009 ihr Ph.D.-Studium an der Hochschule ab.
Karusisi kehrte im Sommer 2009 nach Ruanda zurück, wo sie für das National Institute of Statistics of Rwanda, die staatliche Statistikbehörde von Ruanda, tätig war. Im September des folgenden Jahres stieg sie zu dessen Leiterin auf. Später übernahm sie einen Sitz im Verwaltungsrat der University of Rwanda. Im Februar 2016 wechselte sie als CEO an die Spitze der Bank of Kigali, des an der Rwanda Stock Exchange gelisteten größten Bankhauses des Landes. In der Folge trieb sie die Digitalisierung der Bankgeschäfte und den Zugang breiter Bevölkerungsschichten zu Finanzdienstleistungen voran, dabei expandierte das Unternehmen ins Investmentbanking und ins Versicherungsgeschäft. Unter ihrer Leitung ging das Unternehmen 2018 zudem an die Nairobi Securities Exchange, eine der größten Börsen in Afrika.
Kurasisis gehört zu den Vorstandsmitgliedern des Rwanda Development Board. Sie ist zudem erste stellvertretende Vorsitzende der Rwanda Bankers’ Association (RBA).
2009 wurde Karusisi erstmals auf die von Avance Media kuratierten „List of 100 Most Influential African Women“ aufgenommen.
Karusisi ist verheiratet und Mutter von drei Kindern.